# Lijst van personen overleden in september 2015
Dit is een lijst van bekende personen die zijn overleden in september 2015.

## September

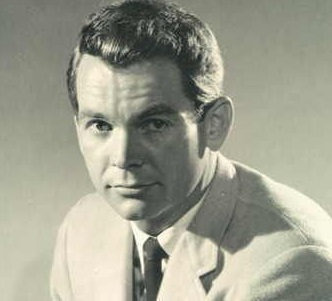
Dean Jones
1 september

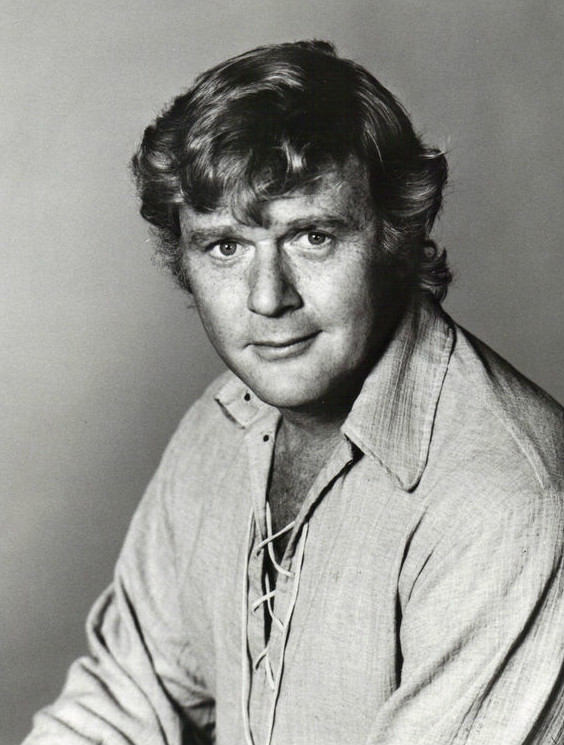
Martin Milner
6 september

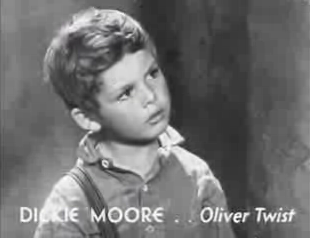
Dickie Moore
7 september

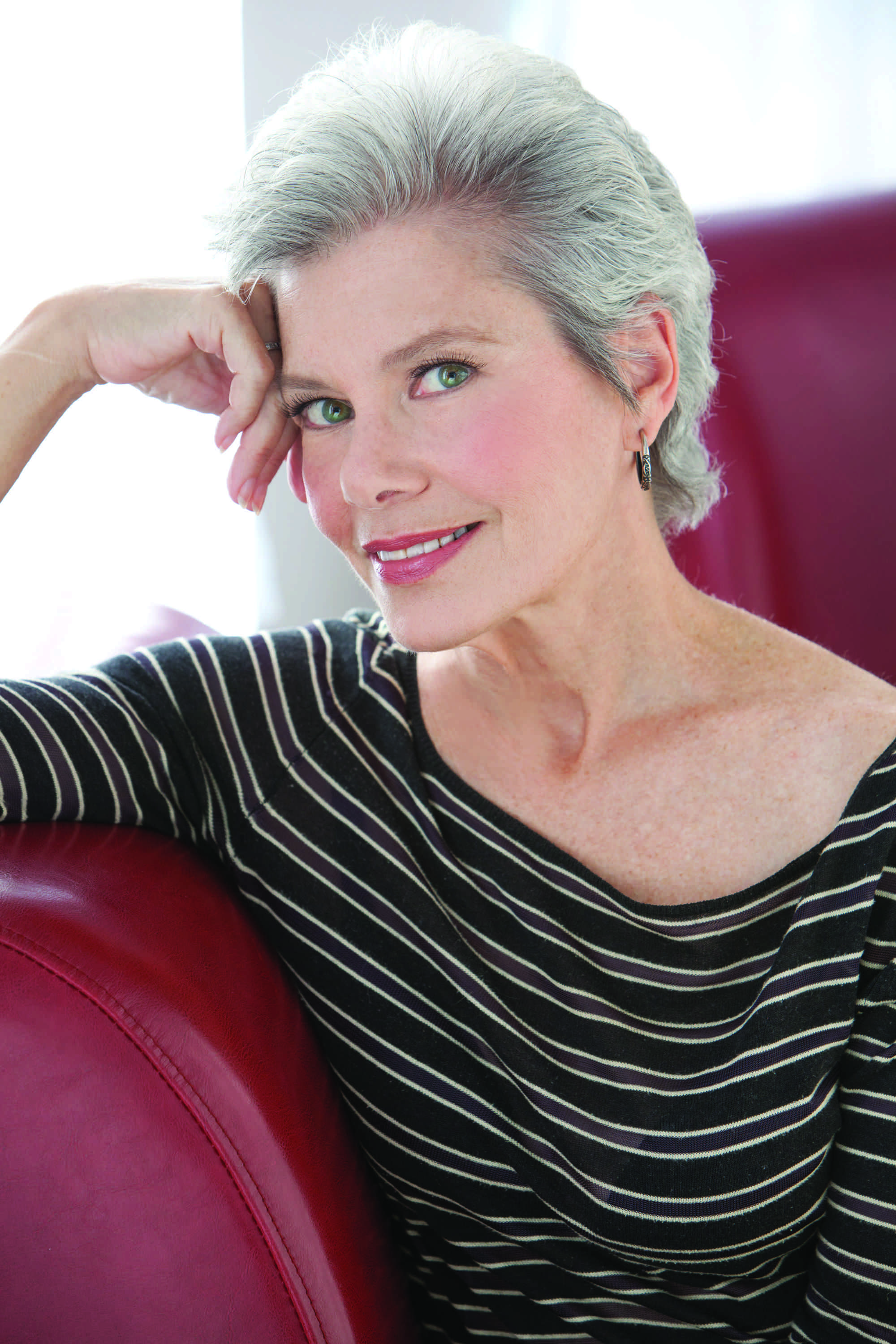
Candida Royalle
7 september

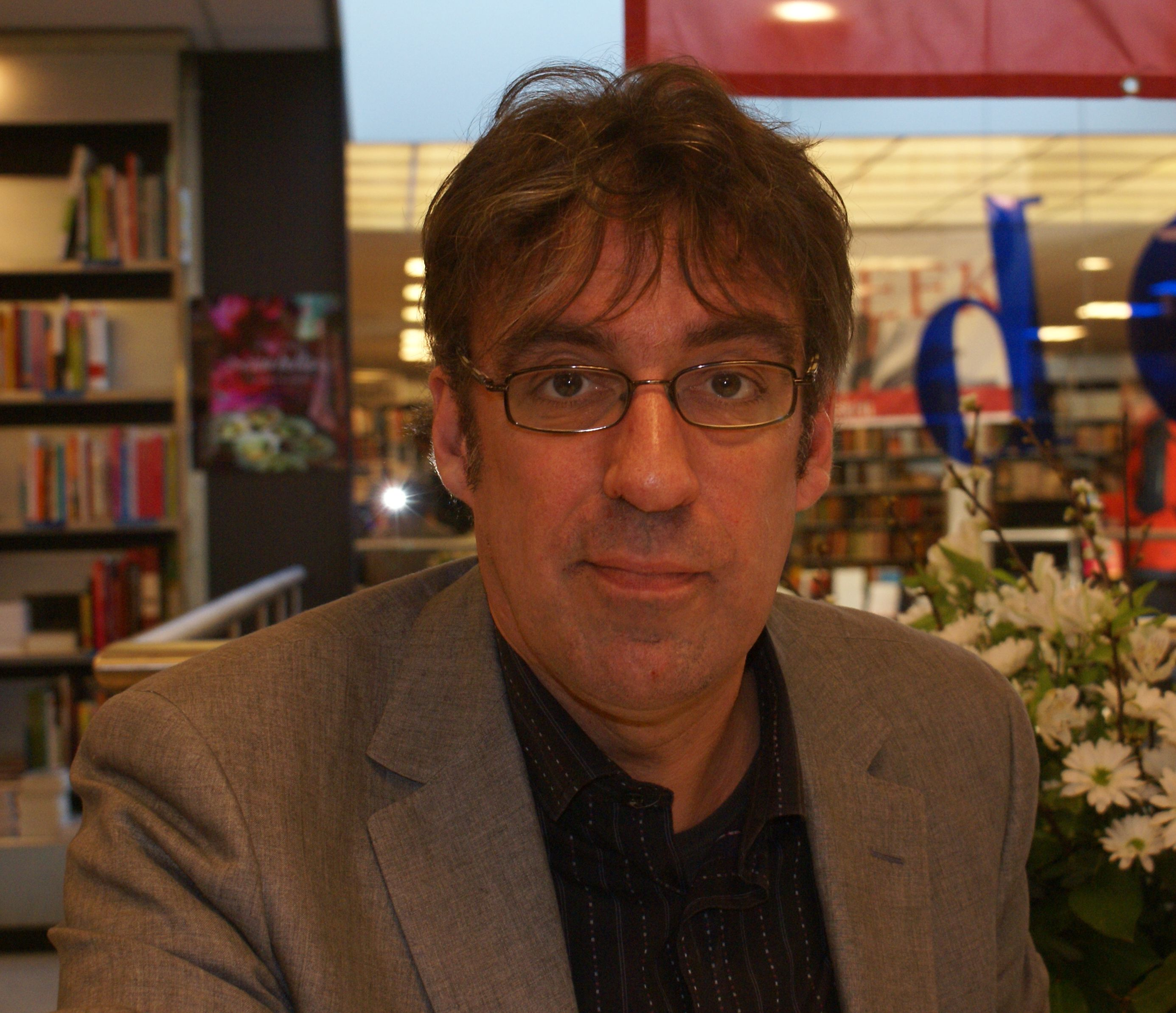
Joost Zwagerman
8 september

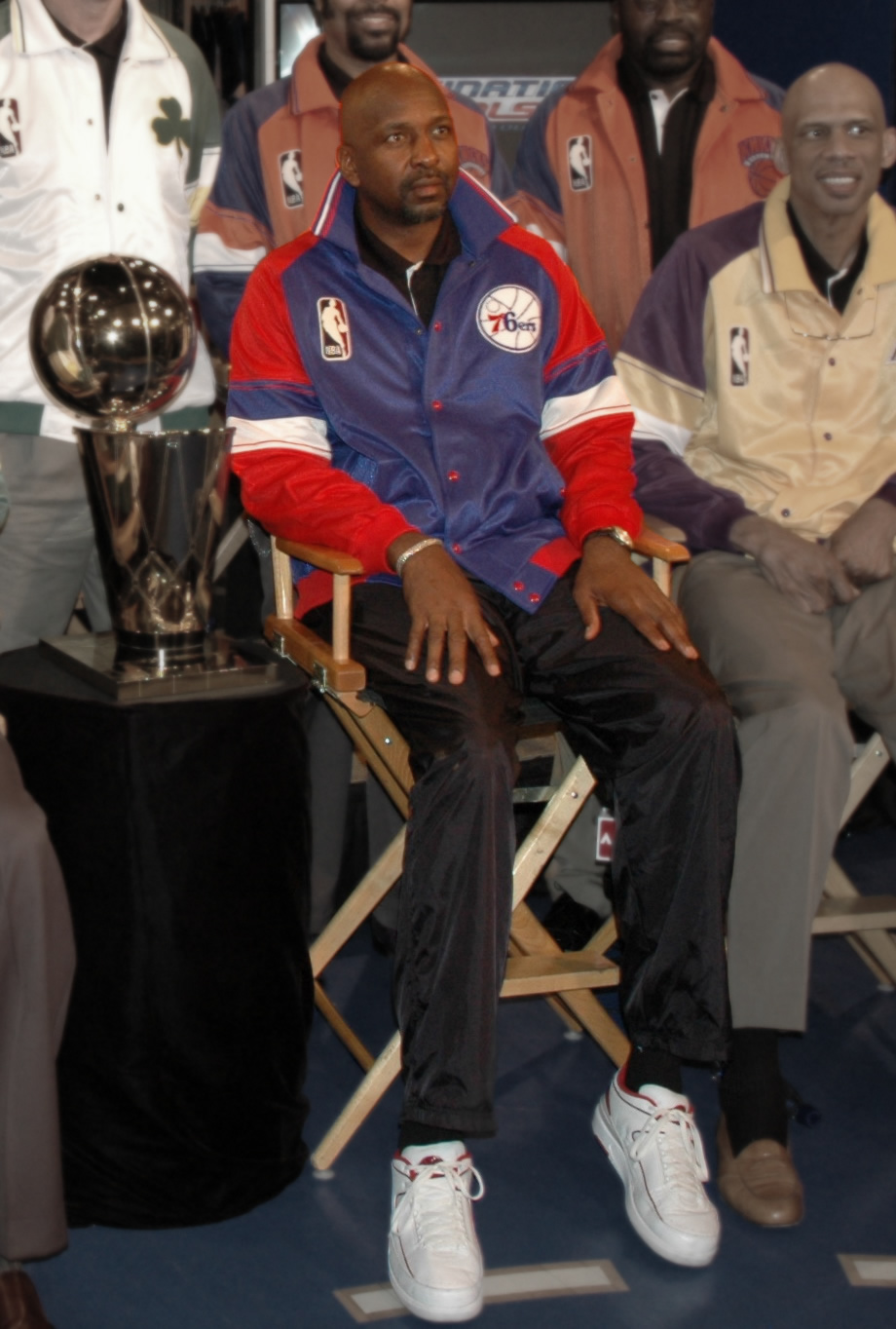
Moses Malone
13 september

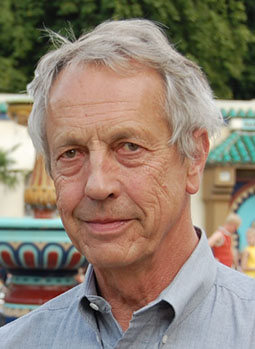
Ton van de Ven
16 september

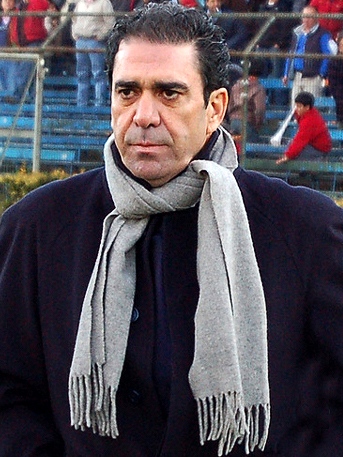
Eduardo Bonvallet
18 september

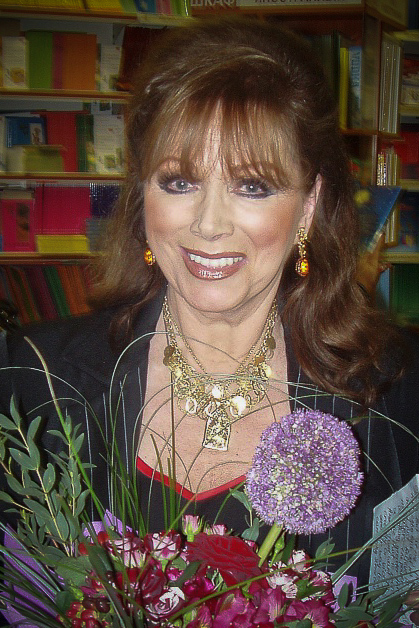
Jackie Collins
19 september

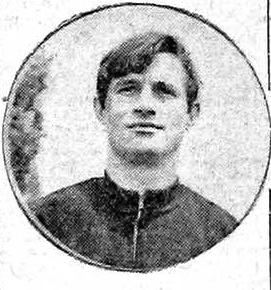
Dragan Holcer
23 september

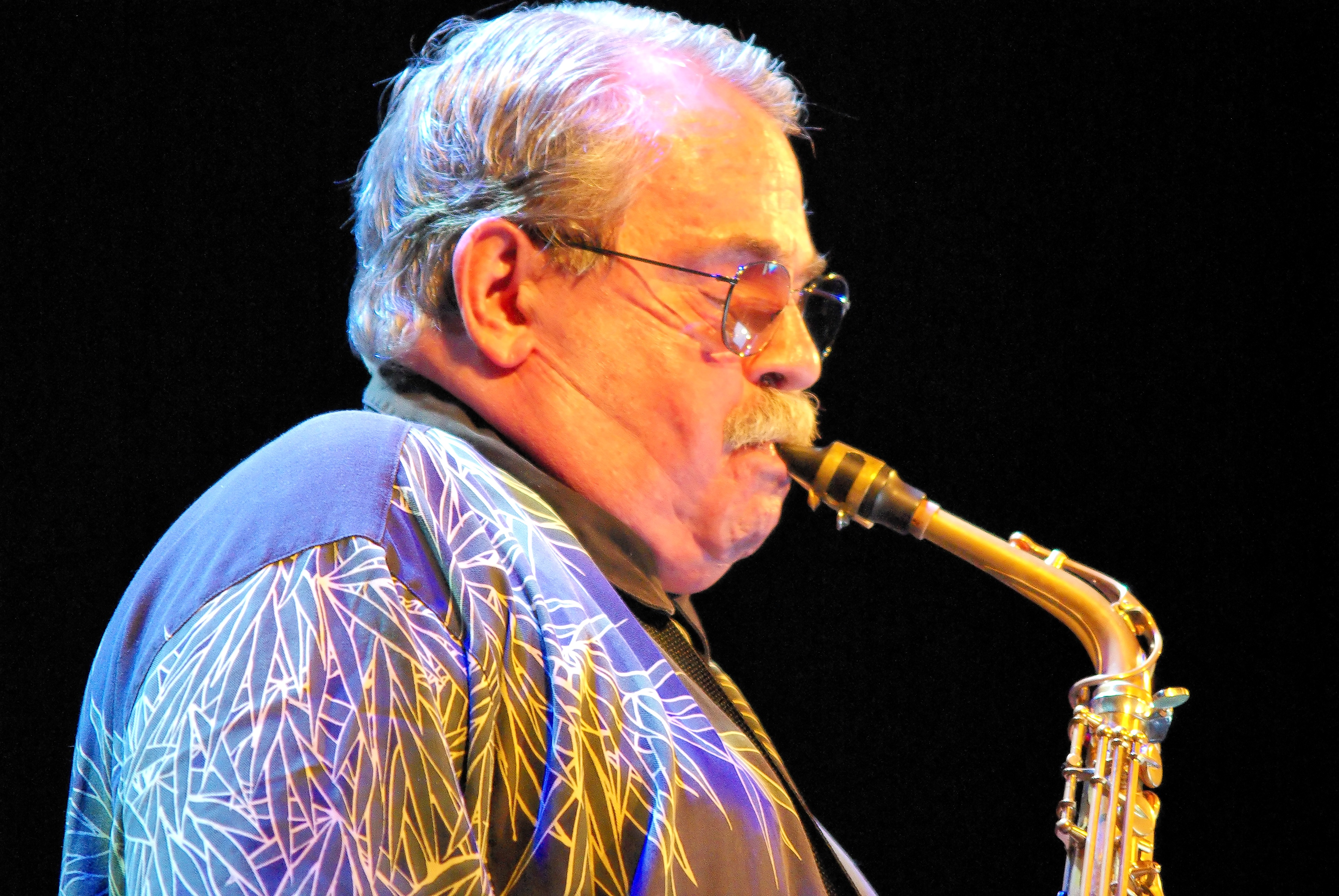
Phil Woods
29 september

| 1 | 2 | 3 | 4 | 5 | 6 | 7 | 8 | 9 | 10 | 11 | 12 | 13 | 14 | 15 | 16 | 17 | 18 | 19 | 20 | 21 | 22 | 23 | 24 | 25 | 26 | 27 | 28 | 29 | 30 |
| - | - | - | - | - | - | - | - | - | -- | -- | -- | -- | -- | -- | -- | -- | -- | -- | -- | -- | -- | -- | -- | -- | -- | -- | -- | -- | -- |

### 1 september
- Boomer Castleman (70), Amerikaans singer-songwriter en gitarist[1]
- Dean Jones (84), Amerikaans acteur en zanger[2]

### 2 september
- Frans van Balkom (75), Nederlands voetballer en voetbaltrainer[3]
- Leen van der Meulen (77), Nederlands wielrenner[4]
- Gilbert Swimberghe (88), Belgisch kunstschilder[5]

### 4 september
- Chandra Bahadur Dangi (75), Nepalees en kleinste man van de wereld[6]
- Jean Darling (93), Amerikaans kindactrice[7]
- Kees Jiskoot (82), Nederlands dichter en vertaler[8]
- Rico Rodriguez (80), Cubaans reggaemuzikant[9]
- Egon Sundberg (104), Zweeds voetballer[10]

### 6 september
- Martin Milner (83), Amerikaans acteur[11]

### 7 september
- Cor Edskes (90), Nederlands orgelbouwer en -deskundige[12]
- Dickie Moore (89), Amerikaans acteur[13]
- Candida Royalle (64), Amerikaans pornoactrice, -regisseuse en -producente[14]

### 8 september
- Francien de Zeeuw (93), Nederlands militair en verzetsstrijdster[15]
- Joost Zwagerman (51), Nederlands schrijver, dichter, publicist[16]

### 9 september
- Bas Paauwe (79), Nederlands voetballer en voetbaltrainer[17]

### 10 september
- Adrian Frutiger (87), Zwitsers letterontwerper[18]

### 11 september
- Marcel Zeeuw (61), Surinaams militair[19]

### 12 september
- Matthijs Rümke (61), Nederlands theatermaker en artistiek leider[20]

### 13 september
- Moses Malone (60), Amerikaans basketballer[21]
- Gary Richrath (65), Amerikaans gitarist[22]

### 14 september
- Corneliu Vadim Tudor (65), Roemeens politicus[23]

### 15 september
- Bernard Van De Kerckhove (74), Belgisch wielrenner[24]

### 16 september
- Guy Béart (85), Frans zanger[25]
- Ton van de Ven (71), Nederlands ontwerper[26]

### 17 september
- Valeria Cappellotto (45), Italiaans wielrenster[27]
- Dettmar Cramer (90), Duits voetbalcoach[28]
- Rosario Gálves (88), Mexicaans actrice[29]
- Peter Heatly (91), Schots schoonspringer[30]
- David Willcocks (95), Brits organist, componist en koordirigent[31]

### 18 september
- Eduardo Bonvallet (60), Chileens voetballer en sportcommentator[32]

### 19 september
- Jackie Collins (77), Brits romanschrijfster[33]
- Georg Eder (87), Oostenrijks bisschop[34]
- Brian Sewell (84), Brits kunstcriticus[35]
- Marcin Wrona (42), Pools filmregisseur[36]

### 20 september
- Jos Deckers (77), Belgisch voetballer[37]
- Jack Larson (87), Amerikaans acteur en filmproducent[38]
- Jaap Verkerk (75), Nederlands burgemeester[39]
- C. K. Williams (78), Amerikaans dichter[40]

### 21 september
- Carmen Balcells (85), Spaans literair agente[41]
- Jo Bosma (72), Nederlands burgemeester[42]
- Ben Cauley (67), Amerikaans zanger en trompettist[43]
- Ivan Dvorny (63), Russisch basketballer[44]
- Vasily Ilyin (66), Russisch handballer[45]
- Ray Warleigh (76), Australisch jazzmuzikant[46]

### 22 september
- Yogi Berra (90), Amerikaans honkballer[47]
- Elizabeth Fink (70), Amerikaans mensenrechtenactiviste en advocate[48]

### 23 september
- Walter Claeys (92), Belgisch politicus[49]
- Peter van der Heijden (40), Nederlands ondernemer[50]
- Dragan Holcer (70), Joegoslavisch voetballer[51]
- Sjoerd de Jong (76), Nederlands journalist en schrijver[52]

### 24 september
- Uğur Dağdelen (41), Turks voetballer[53]
- Ellis Kaut (94), Duits kinderboekenschrijfster[54]
- Harold Stapleton (100), Australisch cricketspeler[55]

### 25 september
- Alexandr Jurecka (24), Tsjechisch judoka[56]
- Pat Dunne (72), Iers voetballer[57]
- Jan Worst (87), Nederlands oogarts[58]

### 26 september
- Liliane Funcken (88), Belgisch striptekenares[59]

### 27 september
- Wilton Felder (75), Amerikaans saxofonist en bassist[60]
- Pietro Ingrao (100), Italiaans politicus[61]
- Peter Oosthoek (81), Nederlands toneelregisseur en acteur[62]

### 28 september
- Frank Martinus Arion (78), Antilliaans schrijver[63]
- Siert Bruins (94), Nederlands oorlogsmisdadiger[64]
- Michael Burgess (70), Canadees zanger[65]
- Catherine E. Coulson (71), Amerikaans actrice[66]
- Frankie Ford (76), Amerikaans zanger[67]
- John Guillermin (89), Brits regisseur[68]
- Erik Roner (39), Amerikaans beoefenaar van extreme sporten[69]
- Ignacio Zoco (76), Spaans voetballer[70]

### 29 september
- Jean Schalekamp (89), Nederlands schrijver[71]
- Pat Woodell (71), Amerikaans actrice[72]
- Phil Woods (83), Amerikaans saxofonist[73]

### 30 september
- Ricky Talan (54), Nederlands voetballer[74]

### Datum onbekend
- Al Seckel (57), Amerikaans neurowetenschapper (overlijden bekend geworden op 20 september 2015)[75]